# Torre de Don Velasco
Torre de Don Velasco o simplemente Torre fue una localidad de la provincia de Segovia, perteneciente a la Comunidad de Villa y Tierra de Cuéllar, actual comunidad autónoma de Castilla y León (España). Perteneció al Sexmo de La Mata, y su término municipal se incluye actualmente en el del municipio de Vallelado.

## Historia y situación
Se hallaba situado entre los municipios de Vallelado y Mata de Cuéllar, en la orilla izquierda del arroyo del Horcajo, cerca del río Cega y distante de Cuéllar una legua y dos cuartos. Aparece citado por primera vez en el año 1095 con el nombre de Torre de Don Velasco, en el testamento del conde Pedro Ansúrez, repoblador de la Tierra de Cuéllar, quien hizo donación de las heredades que tenía en el lugar a la iglesia de San Pedro de Cuéllar. Ya a partir del siglo XVI aparece citado frecuentemente como Torre. Su toponimia parece estar derivada de algún elemento o torre defensiva que hubo de haber en el lugar, perteneciente quizá al nombre de su fundador, y por el que sería conocido.
Se conservan algunos textos que aportan datos sobre su caserío y su distribución urbana, como uno de 1585:

Ytem una çerca dentro del lugar, de una obrada, que deslinda por parte de abaxo con casas de la cofradía mayor e con casas del benefiçio de Torre e afrenta en la plaça. Ytem una çerca de media obrada camino de la Mata, deslinda por una parte con el dicho camino e por la otra parte con la callejuela por donde pasan las proçesiones en tiempo de letanías. Ytem más arriba dos guertos de media quarta cada uno, el uno está junto a la callejuela y el otro do diçen la Ponteçilla por donde van a la Mata e deslinda con el camino. Ytem otra çerca de tres quartas que deslinda con la calle que va al molino. Ytem un solar a los bodones, como salimos al Carrascal, que deslinda por una parte con el camino que llevan los de la Mata a Cuéllar e por otras partes deslinda con los exidos e con un solar de herençia.

En el año 1528 contaba con 46 vecinos, de los cuales 42 eran pecheros, 3 hidalgos y el cura parroquial, mientras que en 1591 vería reducida su población a 29 vecinos. El último tercio del siglo XVII sería devastador para su población, que no alcanzaría ni los 10 habitantes. En la primera mitad del siglo XVIII su población ascendió a 50 vecinos, mientras que en el momento de su unión al concejo de Vallelado, en 1765, únicamente disponía de 3 vecinos.

## Iglesia y religión
Iglesia de San Cebrián
Su iglesia parroquial estaba dedicada a San Cebrián, y ya había desaparecido en 1774, existiendo fuentes que indican fueron los vecinos de Vallelado quienes desmontaron el templo para aprovechar la piedra, por lo que apenas se conservan los cimientos. En su interior custodiaba la imagen de un Santo Cristo, al que las gentes de los alrededores guardaban gran devoción, y su altar mayor en el momento de su desaparición era de pincel, compuesto por varios cuadros, con la imagen de Nuestra Señora de la Asunción, de bulto, en la hornacina central. El altar terminó desapareciendo, mientras que la imagen mariana fue trasladada a Vallelado, junto con las campanas y otros ornamentos, como la puerta de la sacristía, que se halla en la actualidad en una casa particular del municipio.
En la iglesia tuvieron sede al menos cinco cofradías: por un lado la instituida en honor al santo titular, patrón del lugar, siendo la más antigua de las que existieron en el Sexmo de la Mata. También tuvo su cofradía la Virgen del Rosario, al menos desde el siglo XVII, cuya cuota de entrada en esa época era de media fanega de trigo, la cofradía de los santos Cornelio y Cipriano, vigente en el primer tercio del siglo XVIII y la cofradía de las Ánimas.
La otra cofradía existente fue la de la Vera Cruz, que realizaba las festividades del día de la Pascua de Resurrección del Señor, con una procesión al Humilladero; el día de la Santa Cruz de Mayo, celebraban vísperas, una misa cantada y una procesión al Humilladero. Al día siguiente se cantaba una misa de vigilia y se realizaba una procesión de ánimas alrededor de la iglesia por los hermanos cofrades difuntos. Finalmente celebraba el día de la Cruz de Septiembre, con vísperas y una misa cantada por los hermanos cofrades difuntos.
Sus vecinos podían pertenecer además a las cofradías que existieron en Vallelado, Óvilo y otros pueblos cercanos, y aquellos que fueran hidalgos, podían ingresar tanto en la Cofradía de la Cruz de los Caballeros Hijosdalgo de Cuéllar como en la Casa de los Linajes de Cuéllar, pues en ambas eran admitidos nobles de toda su Tierra.
Ermita del Humilladero
Además, perteneció al lugar la ermita del Humilladero, levantada en el año 1662, en cuya obra participó la cofradía de Nuestra Señora del Rosario con 33 reales; a mediados del siglo XVIII apenas recibía rentas y era atendida por el sacristán de la iglesia.

## Despoblamiento
Debido a su emplazamiento, en una zona húmeda y pantanosa con abundancia de bodones y huertos, pasó a lo largo de la historia graves problemas de población, al resultar un lugar difícil para la vida. A este problema se añadió el pago de impuestos, que entre tan pocos vecinos se hacía insostenible y los tributos adeudados se fueron acumulando a lo largo de la primera mitad del siglo XVIII y el punto cumbre que evocó su desaparición tuvo lugar en el verano de 1753, cuando unos ladrones robaron 1200 reales del archivo de la iglesia. 
Ante esta situación, sus tres vecinos solicitaron licencia al rey y al Duque de Alburquerque para unirse en concejo con Vallelado, exponiendo además de los problemas económicos “por quanto todos los vezinos del lugar de Torre, biendo ser pocos, como que están reduzidos a tres, allarse cargados con censos, alcabalas y otras cosas y contribuziones” el problema de la vivienda, por “no haver quedado casas en dicho lugar de Torre para poder vibir y con ninguna esperanza de que las quieran hazer, pues por su mala situación y humedad se allan amenazando ruina cinco que han quedado, de forma que sólo dos, aunque con peligro, se pueden avitar, y éstas rodeadas de vodones, muy perjudizial a la salud pública”. Ni siquiera la casa del concejo se hallaba en pie, y sus reuniones tenían lugar en las casas de los vecinos.
Esta unión y concordia que puso fin al lugar fue otorgada en Vallelado el 18 de febrero de 1765. Una vez despoblado, se inició un pleito entre las localidades vecinas para entrar en el repartimiento de bienes. Por decreto del gobernador del obispado de Segovia, los caudales, alhajas y ornamentos de la iglesia de Torre fueron llevados a Vallelado, aunque algunos a Mata de Cuéllar, mientras que parte de los diezmos fueron a parar a San Miguel del Arroyo.